# Ti vitti
Ti vitti (in italiano Ti ho visto) è un gioco di carte molto diffuso in Sicilia e in Calabria attraverso un mazzo da 40 carte divise in 4 semi (coppe, denari, bastoni, spade) di 10 carte ciascuno e giocato da 2 o più persone.

## Regole
Il gioco è molto semplice e come tale è spesso usato dai bambini che iniziano ad apprendere l'uso delle carte da gioco.

### Disposizione delle carte
Il cartante deve dare il primo mazzo al primo giocatore e così via e non distribuire i mazzi a suo piacimento.
Si dividono le carte a ciascun giocatore in base al numero di questi, e vanno disposte sul tavolo, coperte.

### Gioco
Ogni giocatore nel rispettivo turno può voltare una carta alla volta: se questa è un 1, la si dispone al centro del tavolo tale da iniziare una "pila" (si arriva al re, o 10) di ogni seme e si può voltare un'altra carta; se questa carta non è posizionabile sulla "pila" ma è comunque superiore o inferiore di un'unità alla carta dell'avversario posta sul tavolo, la si può mettere su questa carta, tale da aumentare di un'unità il numero di carte dell'avversario formando una "pila" anche sul mazzo avversario, e si continua a girare le carte; se invece la nostra carta non è posizionabile né sulla "pila" dei semi né su quella del mazzo avversario, la si mette a faccia scoperta sul nostro mazzo e la mano passa all'avversario.

### Punteggio
Lo scopo del gioco è quello di esaurire il proprio mazzo di carte. Se si ha una carta da piazzare sulla "pila" o sul mazzo dell'avversario e non lo si fa (per dimenticanza o per scelta), l'avversario lo fa notare dicendo Ti vitti (in italiano Ti ho visto): a quel punto bisogna tornare "indietro" e aggiungere tre carte al mazzo avversario. Vince il giocatore che finisce per primo il proprio mazzo o che resta "incartato" con l'ultima carta.

### Variante
A volte si può decidere che la "pila" da formare sul mazzo avversario possa essere crescente o decrescente oppure entrambi.